# Serviço Meteorológico de Fiji
O Serviço Meteorológico de Fiji é um departamento do governo de Fiji responsável por prover previsões do tempo e está baseada em Nadi. Desde 1995, o Serviço Meteorológico de Fiji é responsável por monitorar e seguir ciclones tropicais para a maior parte do Oceano Pacífico sul.